# Kanda matsuri

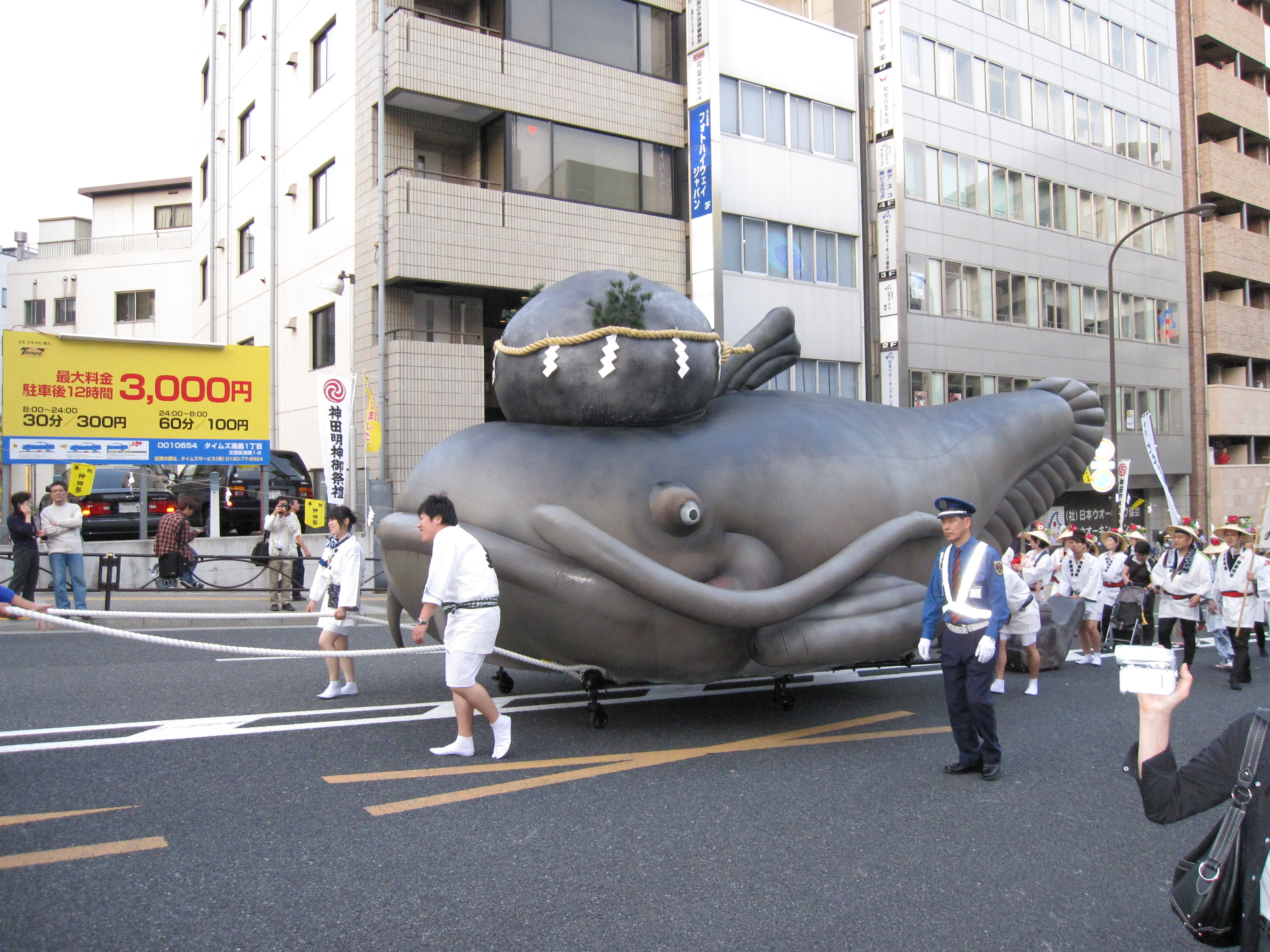
Édition 2009 du Kanda matsuri.

Le Kanda matsuri (神田祭) ou festival Kanda, est un des trois grands festivals shinto du Japon avec Gion matsuri et Tenjin matsuri, et l'un des trois plus grands de Tokyo, avec le Fukagawa matsuri et le Sannō matsuri. Le festival commence au début du XVIIe siècle en célébration de la victoire décisive de Tokugawa Ieyasu à la bataille de Sekigahara et se prolonge comme une manifestation de la prospérité du shogunat Tokugawa durant l'époque d'Edo. Par ailleurs, sous sa forme actuelle, le  festival est également organisé en l'honneur du kami du Kanda-myōjin.
Le festival a lieu le samedi et le dimanche les plus proches du 15 mai, mais comme il alterne avec le Sannō matsuri, il n'est organisé que les années impaires. Ces années-là, le festival se tient au Kanda-myōjin dans le quartier Kanda de Tokyo ainsi que dans les arrondissements autour du centre de Tokyo. Ses défilés importants concernent environ plus de deux cents mikoshi, en plus de musiciens, de danseurs et de chars.

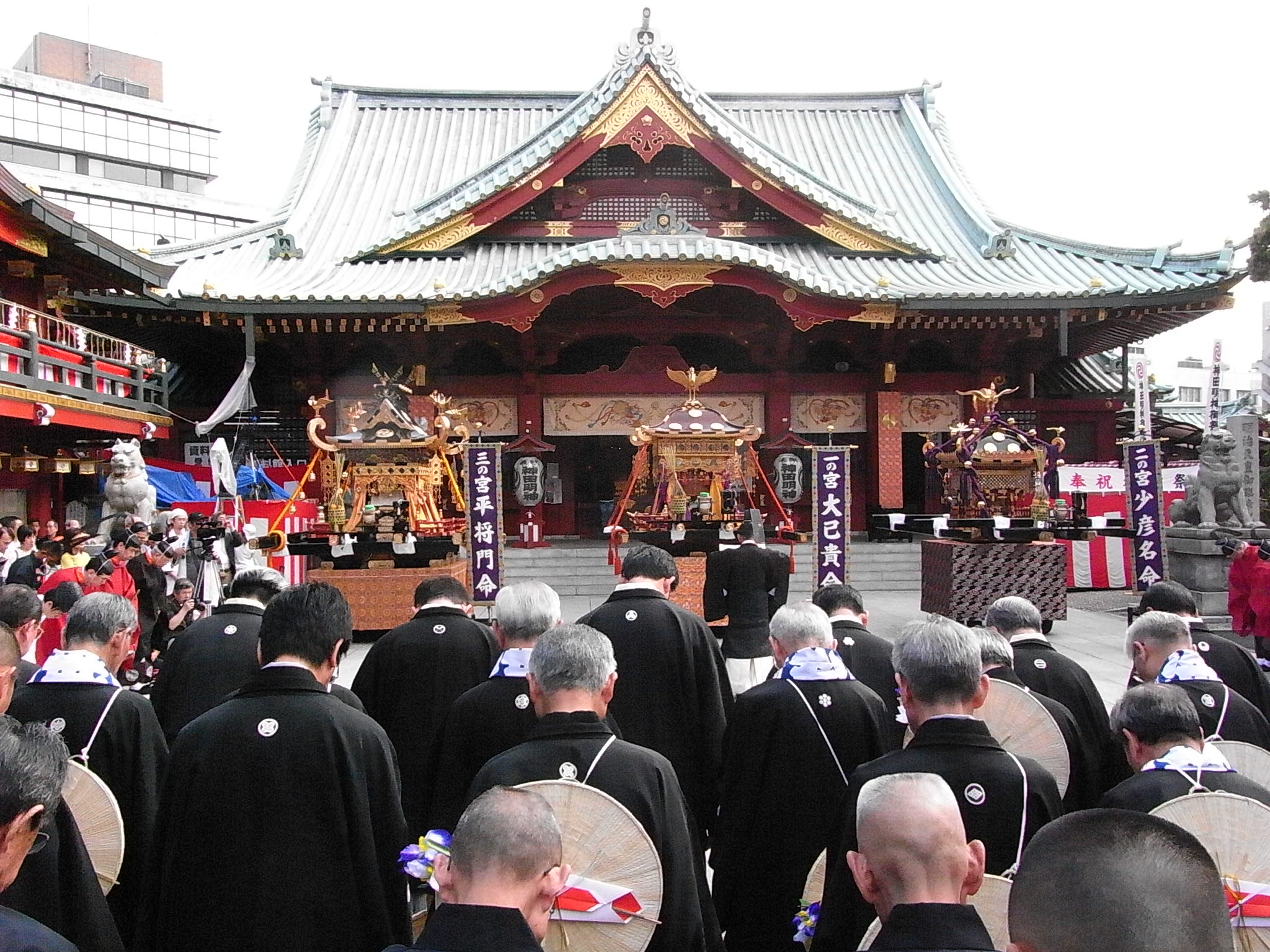
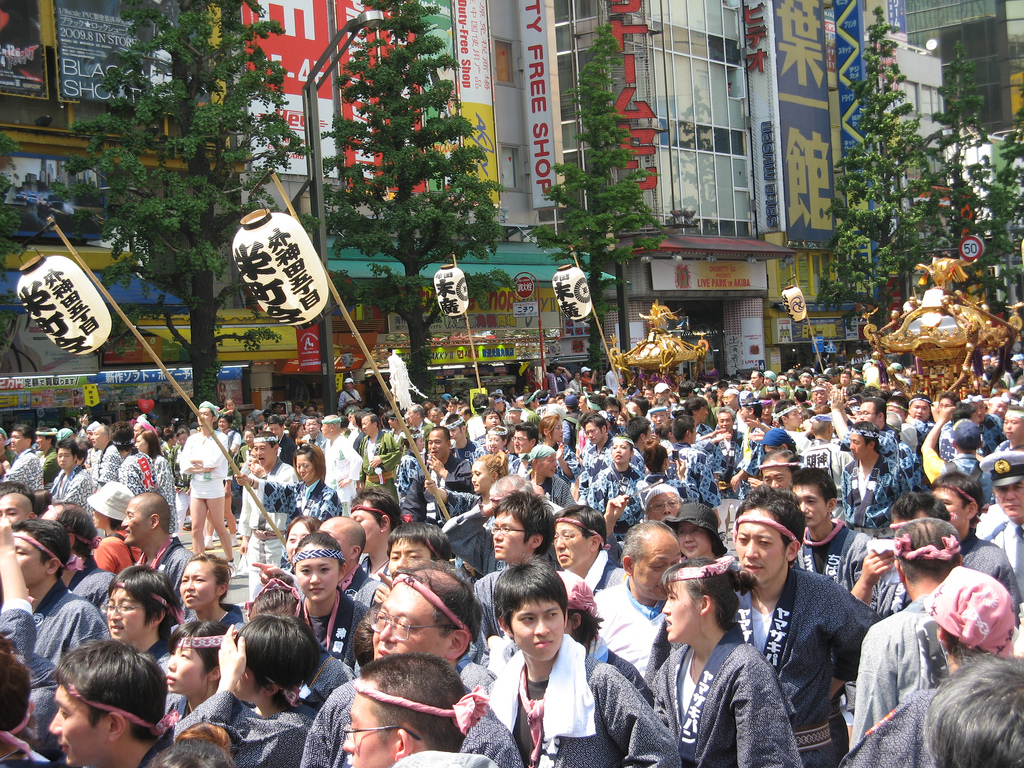
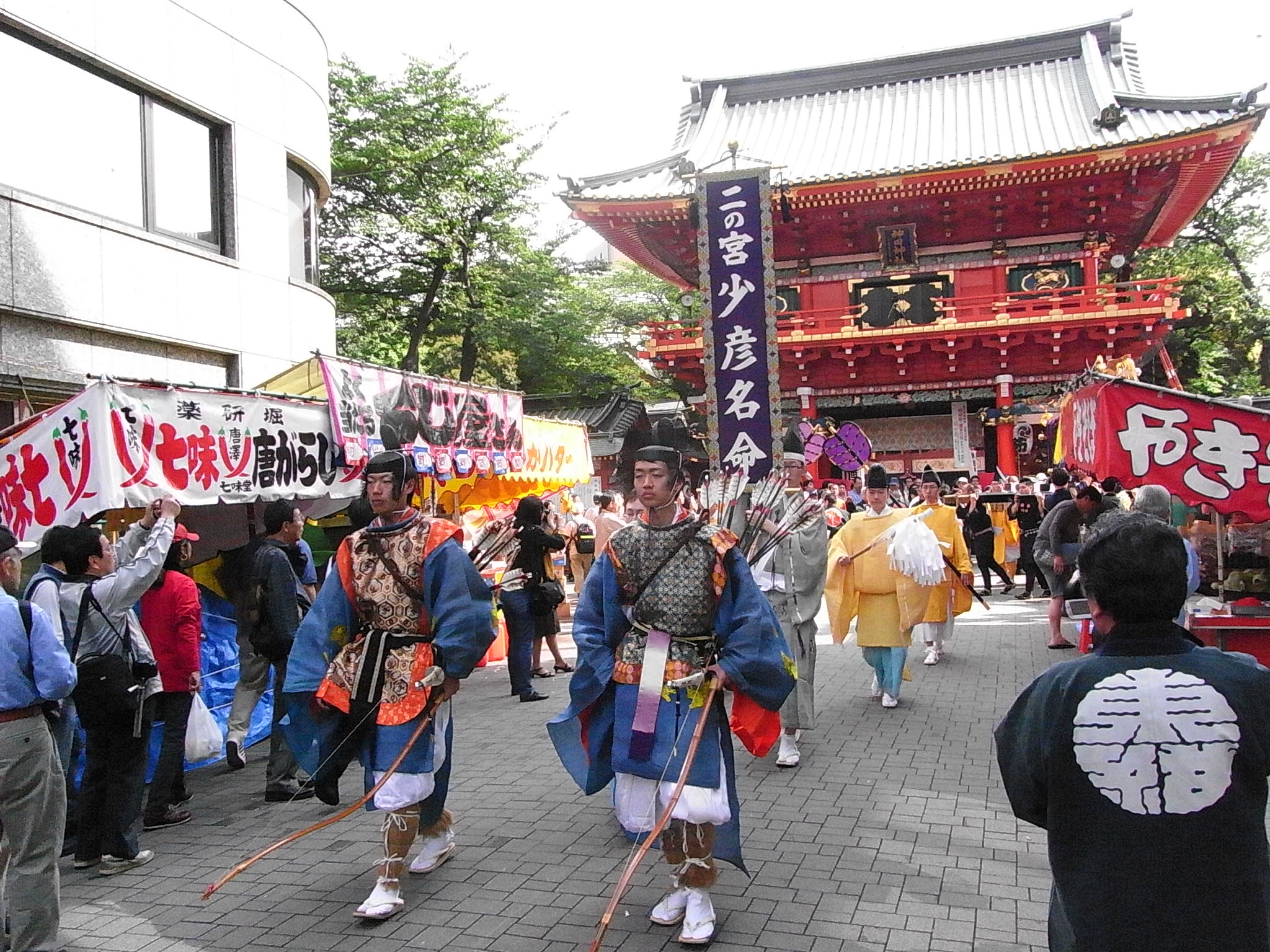
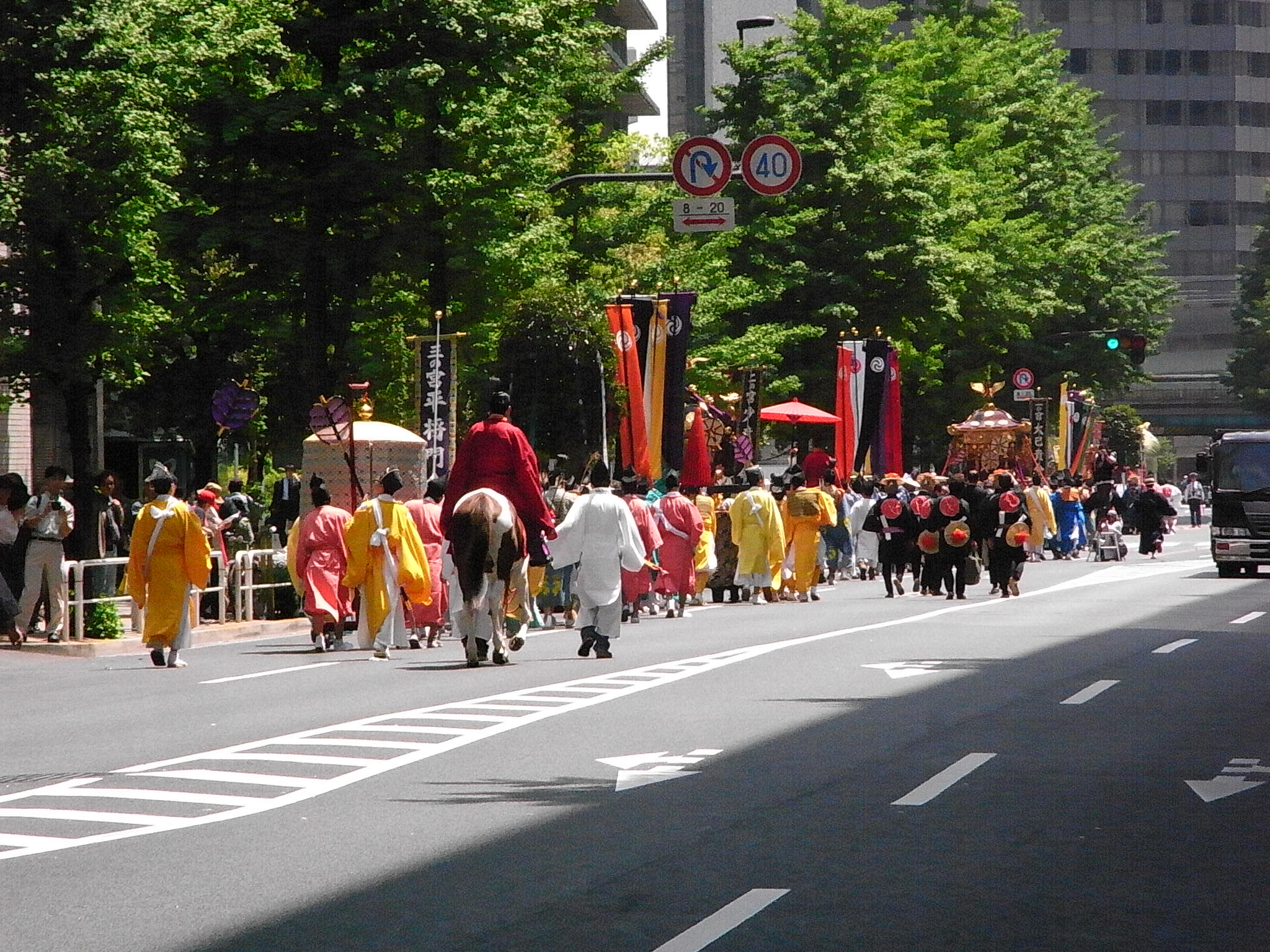
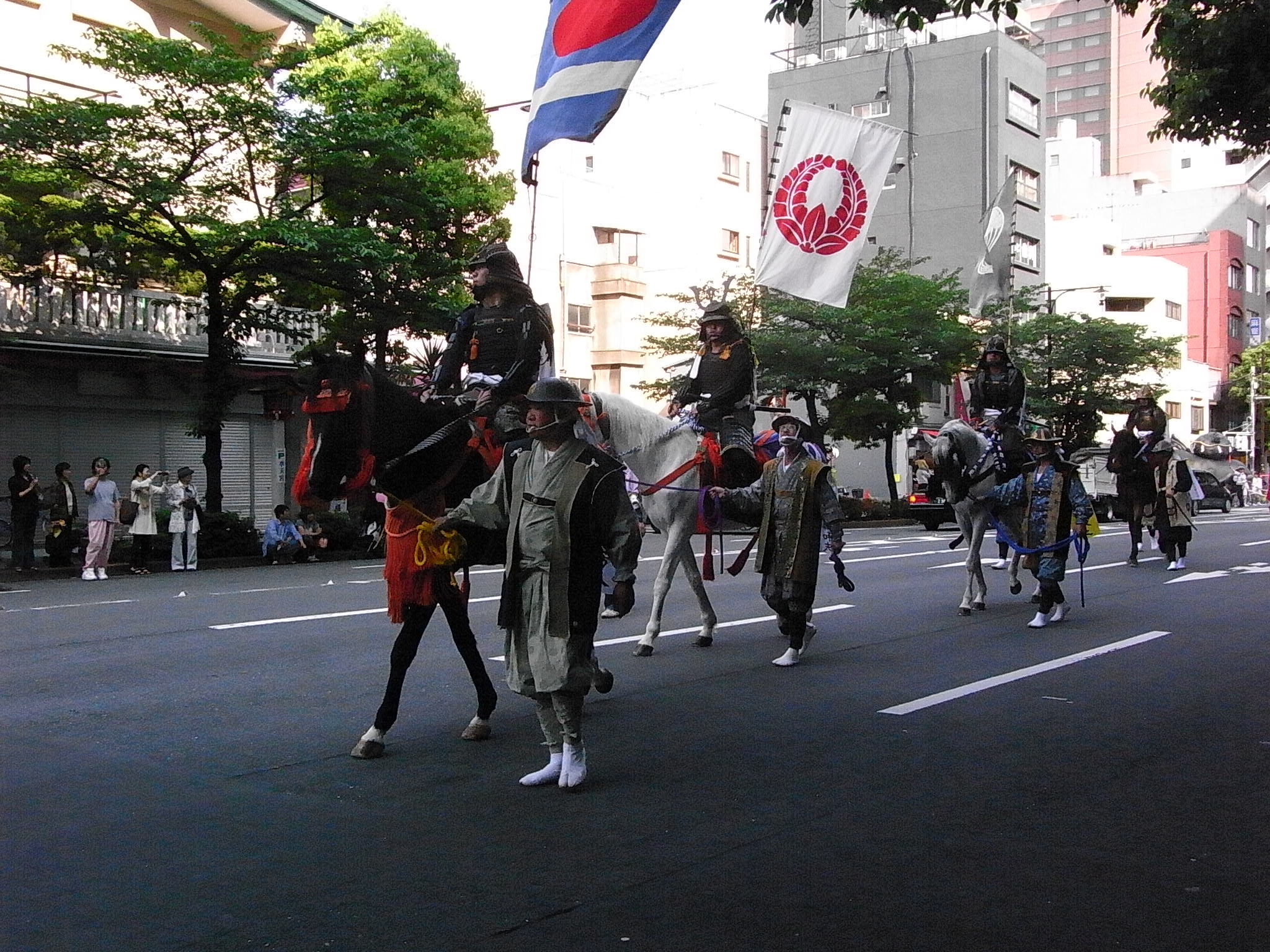